# Klub přátel lokálky
Klub přátel lokálky provozoval v letech 1997–2008 sezonní muzejní dopravu na trati č. 901 Česká Kamenice – Kamenický Šenov.

## Historie
Občanské sdružení Klub přátel lokálky bylo založeno v roce 1994. Jeho cílem bylo zprovoznění úseku opuštěné tratě do Kamenického Šenova a provozovat na něm muzejní dopravu. Začala privatizace trati. O rok později započaly první brigády na obnově trati.

## Další vývoj
- Od 1. července 1996 byla trať na základě usnesení vlády vyčleněna z celostátní dráhy a stala se samostatnou regionální dráhou.
- Rok 1996: Klub přátel lokálky dostal licenci na provozování dopravy.
- Rok 1997: 21.6. vyjely konečně z České Kamenice úplně první muzejní vlaky na trať do Kamenického Šenova.
- Rok 1998: Drážní úřad v Praze vydal Klubu přátel lokálky úřední povolení k provozování dráhy (ev. č. ÚP/1998/8011, č. j. 1-1382/98-DÚ/O-Bp). Na základě tohoto povolení si klub regionální dráhu Česká Kamenice – Kamenický Šenov pronajal od Českých drah, s. o. a stal se tak jejím provozovatelem.
- KPL chtěl dráhu odkoupit od SŽDC, aby mohl začít do ní investovat a měl možnost získávat prostředky pro její obnovu. Po privatizaci chtěl kompletně zrekonstruovat nádražní budovu v Kamenickém Šenově a obnovit část snesené trati z Kamenického Šenova pod silnici I/13 poblíž bývalého kamenickošenovského horního nádraží. Na zbytku trati do České Lípy podporoval myšlenku využití drážního tělesa cyklostezkou.
- Rok 1999: KPL založil společně s Pavlem Křížem a Radanem Stiftem společnost Česká severní dráha s.r.o.[1]
- Rok 2005: Pravidelné prázdninové spoje, které jsou vedeny historickým motorovým vozem M 131.1441 přezdívaným „Hurvínek”, jsou zařazeny do celostátního jízdního řádu.
- V sobotu 5. srpna 2006 a v neděli 6. srpna České dráhy a. s. na základě vlastního interního nařízení znemožnily jízdy vlaků z muzejní železnice do stanice Česká Kamenice. Podle tiskové zprávy Sdružení železničních společností České dráhy dopravci neposkytly žádné vysvětlení a tímto jednáním porušily platné smlouvy i zákon o dráhách. Zákon o dráhách zaručuje dopravci s platnou licencí provoz i ve stanici, která leží na navazující dráze.
- Rok 2006: Drážní úřad svým rozhodnutím[zdroj?] odejmul licenci dopravci Klub přátel lokálky, jelikož zjistil, že dopravce provozoval drážní dopravu na regionální dráze bez přidělené kapacity dopravní cesty, čímž porušil § 24, odst. 4 zákona 266/1994 Sb., o dráhách.

## Konec sdružení
V roce 2008 Správa železniční dopravní cesty, s.o. vyřadila Klub přátel lokálky z jednání o prodeji lokálky a trať prodala společnosti KŽC s. r. o.. Následně Klub přátel lokálky oznámil ukončení své činnosti i provozování železničního muzea. Trať odkoupila společnost KŽC s. r. o. a začala trať opravovat a následně i provozovat muzejní vlaky
Ministerstvu vnitra bylo 28. srpna 2008 doručeno oznámení o zániku občanského sdružení ke dni 23. srpna 2008. 28. května 2009 bylo sdružení vymazáno z obchodního rejstříku.

## Vozidla

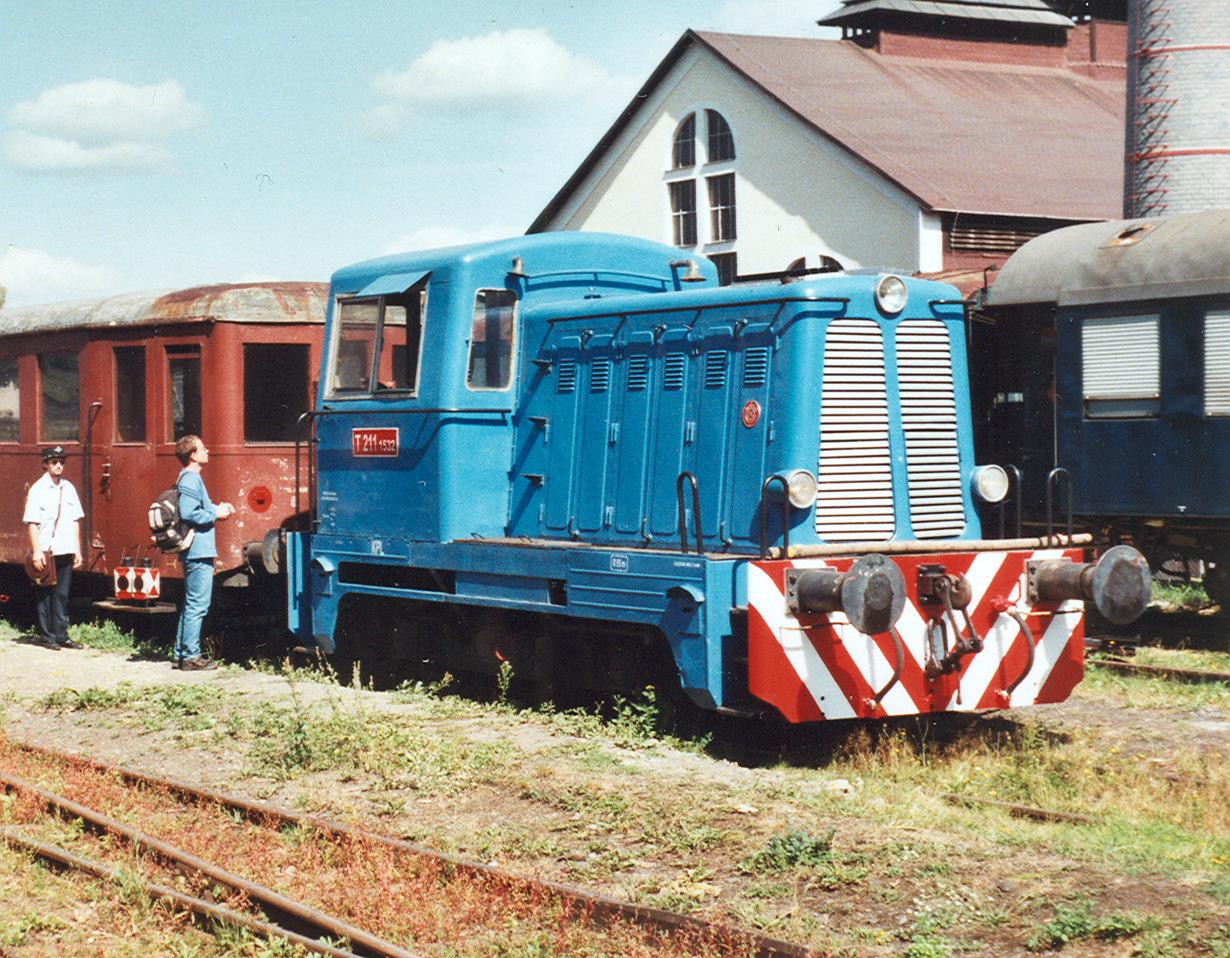
T 211.1532 v Kamenickém Šenově

Muzejní dopravu zajišťoval většinou motorový vůz M 131.1441 „Hurvínek". Na trati byla občas provozována i lokomotiva T 211.1532 „Prasátko" s vlečným vozem. 23. června 2007 na této trati jela i parní lokomotiva 423.0145.